# Charles Piazzi Smyth
Charles Piazzi Smyth (3 de enero de 1819 - 21 de febrero de 1900), fue Astrónomo Real de Escocia de 1846 a 1888, conocido por sus innovaciones en astronomía y por sus estudios de la Gran Pirámide de Guiza. También fue un pionero fotógrafo aficionado en Tenerife y Egipto. 

## Carrera astronómica
Charles Piazzi Smyth nació en Nápoles (Italia), hijo del Almirante William Henry Smyth y su esposa Annarelia. La familia se estableció en la localidad de Bedford, en cuyo observatorio Smyth recibió sus primeras lecciones de astronomía. A la edad de dieciséis años se convirtió en asistente de Thomas Maclear en el Cabo de Buena Esperanza, donde observó el Cometa Halley y el Gran Cometa de 1843.
En 1845 fue nombrado Astrónomo Real de Escocia, con sede en el observatorio de Calton Hill en Edimburgo, y profesor de astronomía en la Universidad de Edimburgo. En 1853, Smyth fue responsable de la instalación de la "pelota del tiempo" en la parte superior del Monumento de Nelson en Edimburgo para dar una señal horaria a los buques en el puerto de Leith.
En su viaje de luna de miel, en el verano de 1856, hizo observaciones experimentales desde las cumbres de Tenerife, en las Islas Canarias, con el fin de comprobar las ventajas que proporcionaba un observatorio astronómico de alta montaña. Para ello el Almirantazgo Británico le otorgó una subvención de 500 libras y puso a su disposición el yate Titania. Desde el Teide realizó observaciones con un fino telescopio ecuatorial de 1,88 metros. Los resultados científicos, que se detallaron en informes específicos dirigidos al propio Almirantazgo Británico y a la Royal Society en 1858, apuntaron la ventaja que suponía la observación del cielo en una atmósfera limpia. Estas conclusiones contribuyeron, en gran medida, al viaje a Tenerife de otros astrónomos, y en el ulterior desarrollo del Observatorio del Teide, que hoy, junto con el Observatorio del Roque de los Muchachos constituyen el Observatorio Norte Europeo. 
Piazzi Smyth, que durante su estancia en Tenerife se hospedó temporalmente en el Sitio Litre, escribió y publicó en Londres, en 1858, un extenso libro sobre su viaje a Tenerife, titulado originalmente: "Teneriffe, an astronomer's experiment", (Tenerife, las experiencias de un astrónomo), que está ilustrado con 20 fotografías estereoscópicas que tomó en la isla. Estas fotografías eran copias a la albúmina originales, pegadas en las páginas del libro. Destacan las vistas en las que se ven los telescopios instalados, así como otras imágenes de paisajes de interés botánico, como dos vistas del gran drago de La Orotava, tumbado poco después por un huracán. Como fotógrafo aficionado, contó con la colaboración de su mujer Jessie Piazzi Smyth.
Durante los años 1871 y 1872 investigó acerca de los espectros de la aurora polar. En 1877 y 1878 realizó en la capital portuguesa un mapa del espectro solar por el cual recibió, en 1880, el Premio Thomas Brisbane. Smyth llevó a cabo más investigaciones espectroscópicas en Madeira en 1880 y en Winchester en 1884, pionero de las técnicas de infrarrojos mediante el estudio de la astronomía y el calor emitido por la Luna.

## Investigaciones piramidológicas
Sus teorías sobre las pirámides recibieron el influjo de John Taylor. Taylor en 1859 escribió su libro La Gran Pirámide: ¿Por qué fue construida? Y ¿Quién la construyó? Smyth fue en una expedición a Egipto, con el objeto de medir con precisión todas las superficies, la dimensión y aspecto de la Gran Pirámide. Consigo llevó el equipamiento necesario para, entre otros cometidos, medir las dimensiones de las piedras, el ángulo preciso de las secciones así como del pasillo descendente y una cámara especialmente diseñada tanto para fotografiar el interior como el exterior de la pirámide. Utilizó también otros instrumentos para hacer cálculos astronómicos y determinar la latitud y longitud exacta de la pirámide.
Posteriormente publicó su libro Nuestra Herencia en la Gran Pirámide en 1864 (que amplió en los últimos años con el título de La Gran Pirámide: sus secretos y misterios Revelados). Smyth afirmó que las medidas obtenidas a partir de la Gran Pirámide de Guiza indican la unidad de longitud, la pulgada piramidal, equivalente a 1,001 pulgadas inglesas. A partir de ahí, extrapola otra serie de datos, como la pinta de la pirámide, el sagrado codo, y la escala de temperaturas de la pirámide.
Smyth creyó y defendió la idea de que los arquitectos de la pirámide solo podrían haber sido dirigidos por la mano de Dios. Para apoyar esta teoría Smyth dijo que, en la medición de la pirámide, encontró el número de pulgadas en el perímetro de la base de una y mil veces igualado el número de días de un año, y se encontró una relación numérica entre la altura de la pirámide en pulgadas por la distancia desde la Tierra al Sol, medida en millas. También avanzó la teoría de que la Gran Pirámide era un depósito de profecías, que podían ser reveladas por mediciones detalladas de la estructura. En el trabajo sobre las teorías de Taylor, especula que los Hicsos son el pueblo hebreo, y que construyeron la Gran Pirámide, bajo la dirección de Melquisedec. 
Debido a que la pirámide era una unidad de medida, la pulgada divina, según Smyth, un comprometido defensor de los israelitas británicos, utilizó sus conclusiones como argumento en contra de la introducción del sistema métrico en Gran Bretaña. Durante gran parte de su vida fue un gran opositor del sistema métrico, que considera un producto de la mente de los ateos franceses radicales, una posición defendida en muchas de sus obras.
Smyth, pese a su mala reputación en los círculos egiptológicos de hoy, hizo una valiosa labor en Guiza. A él se debe la medida más exacta de la Gran Pirámide hasta ese momento. También, gracias a la luz de magnesio que empleó, obtuvo, por primera vez, fotografías de los pasajes interiores. Los resultados de sus investigaciones fueron incorporados rápidamente en sus libros Our Inheritance in the Great Pyramid, los tres volúmenes de Life and Work at the Great Pyramid (1867), y On the Antiquity of Intellectual Man (1868). Por su obra fue galardonado con un metal de oro de la Royal Society de Edimburgo, pero en 1874, la Royal Society rechazó su papel en el diseño de la pirámide de Khufu. Este rechazo motivó un profundo malestar en él que le llevó a la dimisión de su cargo como Astrónomo Real en 1888.

## Influencia de las teorías de Smyth
Las teorías de Smyth sobre las profecías de la gran pirámide fueron integradas en las obras del teólogo luterano Joseph Augustus Seiss, principalmente en su libro The Great Pyramid of Egypt, Miracle in Stone: Secrets and Advanced Knowledge (1877). Sus ideas alcanzaron gran difusión en el mundo anglosajón, y entre los personajes más conocidos a quienes influyeron estas creencias figura Charles Taze Russell, quien fundó el movimiento de los Estudiantes de la Biblia. En sus libros, Russell califica a la gran pirámide como el testimonio de piedra. Posteriormente, su sucesor, Joseph Franklin Rutherford abandonaría finalmente esas teorías sobre la gran pirámide.
Las teorías de Taylor y Smyth ganaron muchos seguidores y detractores en el campo de la egiptología durante el siglo XIX, pero a finales de dicha centuria ya habían perdido la mayor parte de su principal apoyo científico. Otro revés a la teoría lo dio el gran egiptólogo William Matthew Flinders Petrie, quien inicialmente había sido un gran defensor de las tesis de Smyth, ya que cuando Petrie se trasladó a Egipto en 1880 para llevar a cabo nuevas mediciones, comprobó que la pirámide era más pequeña de lo que se creía anteriormente.

## Muerte
Smyth murió en 1900 y fue enterrado en la Iglesia de Saint John en Sharow cerca de Ripon. Una pequeña pirámide de piedra en forma de monumento, coronado por una cruz cristiana identifica su tumba.

## Eponimia
- El cráter lunar Piazzi Smyth lleva este nombre en su memoria.[4]